# فرودگاه سپت‌ائیلس
فرودگاه سپت‌ائیلس (به انگلیسی: Sept-Îles Airport) یک فرودگاه همگانی باربری با کد یاتا YZV است که یک باند فرود آسفالت دارد و طول باند آن ۱۹۹۷ متر است. این فرودگاه در کشور کانادا قرار دارد و در ارتفاع ۵۵ متری از سطح دریا واقع شده‌است.

## شرکت‌های هواپیمایی و مقصدهای پروازی
| شرکت‌های هواپیمایی  | مقصدهای پروازی                                                                             |
| ------------------ | ------------------------------------------------------------------------------------------ |
| Air Canada Express | مونترآل-پییر الیوت ترودو، ژان لوساژ شهر کبک، وابش                                          |
| ایر اینویت         | کویواک، مونترآل-پییر الیوت ترودو، ژان لوساژ شهر کبک، سچففرویلل، وابش                       |
| ایر لابرادور       | لوردز د بلانک سابلون، چوری، نتشکوئن، سنت اوگوستین                                          |
| Air Liaison        | بای-کوماو، هور سنت-پیر، لا رومن، پورت منیر، نتشکوئن، ژان لوساژ شهر کبک، سنت اوگوستین، وابش |
| Pascan Aviation    | سی‌اف‌بی باگوتویل، بای-کوماو، مون-ژولی، مونترآل/سن-اوبر، ژان لوساژ شهر کبک، وابش             |
| پروونشل ایرلاینز   | مونترآل-پییر الیوت ترودو، ژان لوساژ شهر کبک، وابش                                          |
| Strait Air         | ایلس-د-لا-مادلین                                                                           |
| سان‌وینگ ایرلاینز   | فصلی: گریگوریو لوپرون                                                                      |